# BMW E85
La carrocería BMW E85 pertenece al Roadster Z4 ensamblado por el fabricante alemán BMW, lanzado al mercado en el 2003, la versión coupé es el E86. Su producción finalizó en agosto de 2008.
El techo conserva el color de la carrocería, lo hace ver más deportivo el alerón que se le agrega a la edición más costosa.
Versiones:
- 2.0i de 4 cilindros (150hp a 6.200rpm)
- 2.5i de 6 cilindros (177hp a 5.800rpm)
- 2.5si de 6 cilindros (218hp a 6.500rpm)
- 3.0i de 6 cilindros  (265hp a 6.600rpm)
- 3.2i de 6 cilindros  (343hp a 7.900rpm)